# Янкевский, Леонид Владимирович
Леонид Владимирович Янкевский (1878 — 1928) — герой Первой мировой войны, участник Белого движения, генерал-майор (1920).

## Биография
Православный. Из потомственных дворян. Уроженец Терской области.
Окончил Тифлисский кадетский корпус (1895) и Константиновское артиллерийское училище (1897), откуда выпущен был подпоручиком в 20-ю артиллерийскую бригаду. Произведён в поручики 28 августа 1900 года.
5 апреля 1903 года переведён в Западно-Сибирский артиллерийский дивизион. Произведён в штабс-капитаны 29 августа 1903 года. В 1909 году окончил Николаевскую академию Генерального штаба по 1-му разряду, однако по Генеральному штабу не служил. 9 декабря 1909 года переведён во 2-й Финляндский стрелковый полк. 28 февраля 1912 года произведён в капитаны, а 26 августа того же года — в подполковники на вакансию. 22 августа 1913 года переведён в 1-й Финляндский стрелковый полк, где был назначен командиром 1-го батальона.
В Первую мировую войну вступил в рядах 1-го Финляндского стрелкового полка. Пожалован Георгиевским оружием
За то, что командуя шестью ротами при 4-х пулеметах, 4—5 ноября 1914 года ночным штурмом овладел сильно укрепленною д. Гросс-Стренгельн, оборонявшейся двумя батальонами противника, захватив 56 пленных; на следующий день отразил четыре атаки превосходных сил противника, удержав позицию за собой до приказания об отходе, вследствие крайне губительного артиллерийского огня неприятеля.
Произведён в полковники 13 апреля 1915 года «за отличия в делах против неприятеля». Удостоен ордена Св. Георгия 4-й степени
За то, что в бою 19-го апреля 1915 года на позиции у д. Козиовки, командуя боевым участком на высоте 927 и находясь под сильным огнем противника, проявил выдающееся мужество и распорядительность и несмотря на превосходство сил противника удержался на занимаемом участке и предотвратил не только потерю всей нашей позиции, но принудил противника к отступлению, причем на участках его позиции было захвачено в плен 11 офицеров, 750 нижних чинов и 7 пулеметов.
11 июня 1916 года назначен командиром 3-го Финляндского стрелкового полка. В 1917 году командовал ударным батальоном 1-й Финляндской стрелковой дивизии.
В Гражданскую войну участвовал в Белом движении в составе ВСЮР, состоял в распоряжении командующего войсками Северного Кавказа. Произведен в генерал-майоры 1 марта 1920 года на основании Георгиевского статута. В эмиграции в Греции. Был членом Общества русских монархистов в Афинах. Умер в 1928 году. Был похоронен на русском морском кладбище в Пирее.

## Семья
Был женат на Вере Владимировне Жигалиной, дочери генерал-майора. Их дети:
- Виталий (1909—1921), был похоронен на кладбище в Пирее.
- Ольга (1905—?)

## Награды
- Орден Святого Станислава 3-й ст. (6.12.1910)
- Орден Святой Анны 3-й ст. (ВП 3.02.1914)
- Орден Святого Владимира 4-й ст. с мечами и бантом (ВП 25.06.1915)
- Орден Святого Владимира 3-й ст. с мечами (ВП 28.08.1915)
- Орден Святого Георгия 4-й ст. (ВП 1.09.1915)
- Георгиевское оружие (ВП 29.09.1915)
- Орден Святого Станислава 2-й ст. с мечами (ВП 17.02.1916)